# Irvingiaceae
Irvingiaceae Exell & Mendonça, 1951 è una famiglia di piante angiosperme dell'ordine Malpighiales.

## Tassonomia
La famiglia comprende i seguenti generi:
- Allantospermum Forman
- Desbordesia Pierre ex Tiegh.
- Irvingia Hook.f.
- Klainedoxa Pierre ex Engl.